# Un segreto oscuro
Un segreto oscuro (Long Lost Daughter) è un film del 2018 diretto da Christopher James Lang.

## Trama
Cathy è una scrittrice di libri per bambini che crede di ritrovare in una giovane donna la figlia Michelle, scomparsa venti anni prima.

## Distribuzione
Il film è stato distribuito in Italia a partire dal 28 gennaio 2019.